# Бреда
Бреда (хол. Breda, брабантски дијалект Brédao) је град у јужном делу Холандије у провинцији Северни Брабант. Град има 170.451 становника (подаци из 2007), а шире градско подручје између 200.000 и 300.000.

## Географија
Налази се на важној трговачком путу Амстердам-Ротердам. Од Бреде ауто-саобраћај и железнички саобраћај воде даље до Утрехта, Тилбурга и Росендала. Код Бреде се састају реке Марк и А. Одатле је дошло и име Бреде као широко А (brede Aa). Од 2007. Бреда има везу возовима веома великих брзина до Ротердама, Хага, Амстердама, Антверпена и Брисела.

## Историја
Бреда је била утврђени град од стратешког значаја за Холандију. У 11. веку била је директни феуд царева Светог римског царства. Бреда је 1327. продана Јану III, војводи од Брабанта. Поново је препродана 1350. Јану од Васенара. Наследница те линије удала се 1403. за Егелберта од Насауа. Од тада је Бреда остала у поседу куће Насау. Касније је први владар Холандије Вилем I Орански Ћуталица Бреду у посед као наслеђе као властити феуд.
Град Бреда је 1252. добио повељу да је град. После тога добила је права да узгради утврђења са зидовима од цигле и са вратима. Током 15. века брзо се ширило градско благостање. Изграђена је велика црква у готичком стилу са 97 m високим торњем. Хенри III од Насау-Бреде изградио је много јаче утврђење од ранијега умеренога. Постала је то снажно упориште у линији тврђава у Холандији. У исто време Бреда је постала краљевски град, који је привлачио много племића, који су изградили велике куће за становање у старом граду. Најимпресивнију палату је изградио италијански архитект Томас Винсидор де Болоња. Била је то палата у ренесансном стилу северно од Алпи. Постала је местто где су одседали први холандски кнежеви. Бреда је 1534. много страдала у великом пожару, када је ватра уништила око 1300 кућа, цркви и капела заједно са градском већницом. Након пожара је остало само 150 кућа и главна црква.
За време Осамдесетогодишњег рата Шпанци су заузели Бреду на препад 1581. Међутим поново је 1590. освојио Морис од Насауа. Тада се 68 војника успело провући у град сакривено испод товара у мањем броду. Шпанци су 1625. освојили Бреду након десет месеци опсаде. Предају Бреде је овековечио шпански сликар Дијего Веласкез. Бреду су поново након четворомесечне опсаде вратили Холанђани 1637. под командом Фредерика Хендрика од Орањеа. По Вестфалском миру Бреда је 1648. коначно постала део Холандије.
Протерани енглески краљ Чарлс II боравио је највише времена у Бреди током власти Кромвела и протектората. Ту је близу била Чарлсова сестра, удовица Вилијама II од Орања. Чарлс II је 1660. издао Декларацију из Бреде у којој је дао услове да прихвати енглеску круну. Круну је те године и прихватио. Споразум из Бреде је споразум, који је потписан 31. јула 1667. и са којим је завршен Други англо-холандски рат.

## Становништво
Према процени, у граду је 2008. живело 160.615 становника.
| 1980.   | 1990.   | 2000.   | 2008.   |
| ------- | ------- | ------- | ------- |
| 137.754 | 144.892 | 160.615 | 170.985 |

## Економија
Економска активност у Бреди је била углавном индустријска, а сада је главна активност трговина и бизнис. Била је центар прехрамбене индустрије и производње пића. Има компаније које су познате широм западне Европе, а то су Ван Мел по гумама за жвакање Ментос, Квата по чоколади, Де Фам по ликерима. У Бреди се налазила највећа пивара у Холандији, која је затвореана 2004.

## Знаменитости
Град Бреда има стари град са много историјских зграда. Велики трг (Grote Markt ) је централна тачка града. Близу њега се налазе бројни кафићи и ресторани, као и стара већница Oude Stadthuis као и Велика црква Grote of Onze Lieve Vrouwekerk.
Једанко лепе су бегинаже, које представљају мале грађевине, које су користиле часне сестре Бегине. Градски дворац је из 17. века.

## Партнерски градови
- Вроцлав
- Диест

## Галерија
- Бегинажа
- Театар у Бреди